# 上牧温泉
上牧温泉（かみもくおんせん）は、群馬県利根郡みなかみ町にある温泉。
温泉の紹介のされ方によっては、水上温泉郷あるいは水上十八湯に含まれた形で紹介されることもある。

## 泉質
- カルシウム・ナトリウム - 硫酸塩・塩化物泉[1]
  - 源泉温度42℃

非火山性温泉。谷川岳に降った雨や雪解け水が地中に浸透して地熱で温められ、17年かけて湧出してくると言われている。

## 温泉街

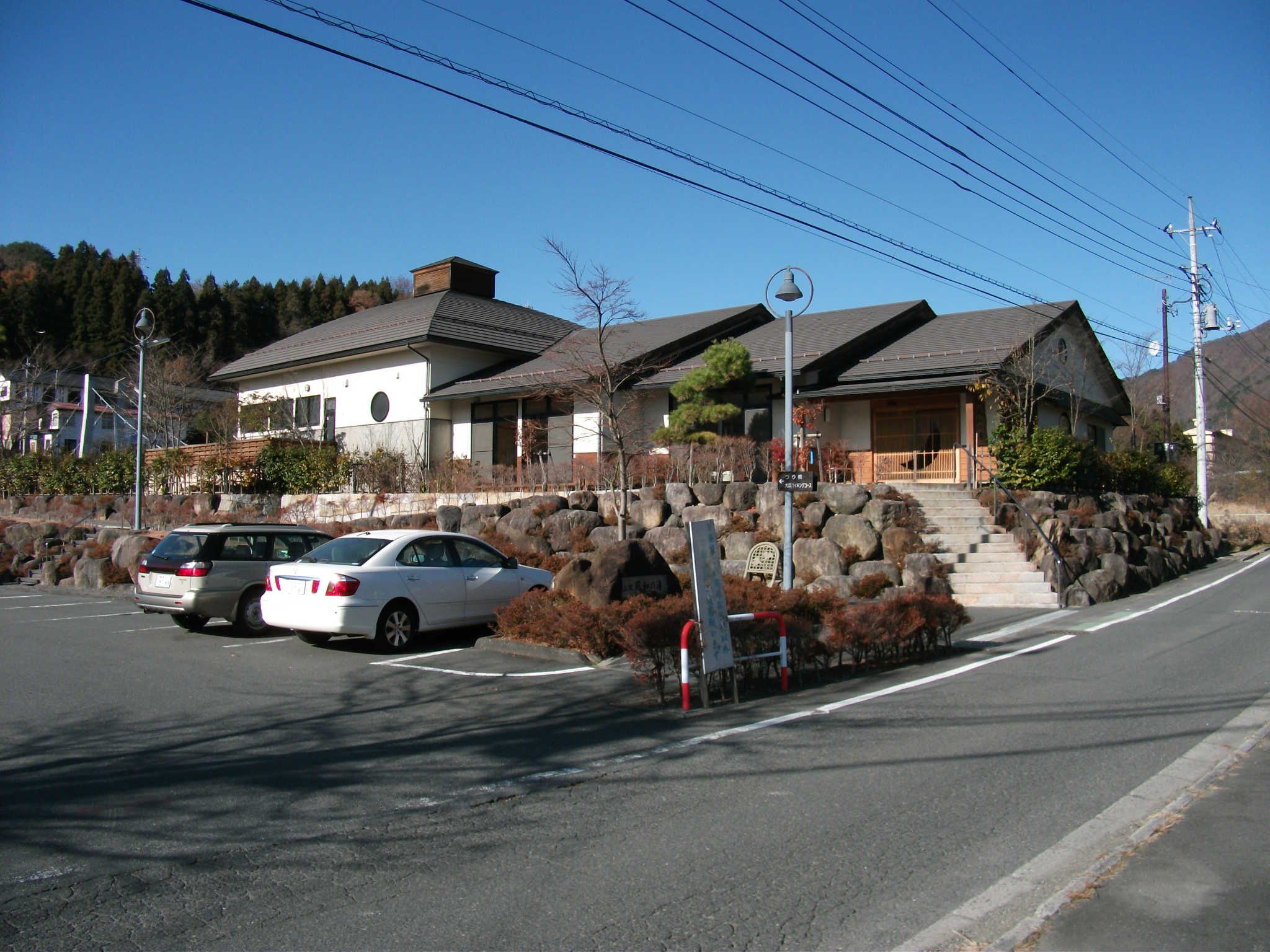
風和の湯

利根川沿いに温泉街が広がり、渓谷でのレジャーや谷川岳登山で利用する宿泊客も多い。ホテル、旅館は5軒存在する。歓楽的な要素は無い。
日帰り入浴施設は「風和の湯」（2002年4月開業）が1軒あり、温泉スタンドを併設する。

## 歴史
開湯は1924年（大正13年）である。その効能から、古くは湯治場として栄えた。
山下清がこの地に逗留したことがあり、山下にちなんだ作品を浴場に飾る旅館が存在する。
1979年（昭和54年）3月27日に環境庁告示第12号により、奈女沢温泉とともに国民保養温泉地に指定された。

## アクセス
- 鉄道 : 上越線上牧駅より徒歩6分、上越新幹線上毛高原駅よりタクシーまたは路線バスで約10分[1]。